# Quenoche
Quenoche és un municipi francès situat al departament de l'Alt Saona i a la regió de Borgonya - Franc Comtat. L'any 2007 tenia 169 habitants.

## Demografia

### Població
El 2007 la població de fet de Quenoche era de 169 persones. Hi havia 66 famílies, de les quals 20 eren unipersonals (12 homes vivint sols i 8 dones vivint soles), 15 parelles sense fills, 27 parelles amb fills i 4 famílies monoparentals amb fills.
La població ha evolucionat segons el següent gràfic:
Habitants censats

### Habitatges
El 2007 hi havia 69 habitatges, 66 eren l'habitatge principal de la família, 1 era una segona residència i 1 estava desocupat. 62 eren cases i 6 eren apartaments. Dels 66 habitatges principals, 55 estaven ocupats pels seus propietaris, 9 estaven llogats i ocupats pels llogaters i 3 estaven cedits a títol gratuït; 1 tenia una cambra, 2 en tenien dues, 6 en tenien tres, 16 en tenien quatre i 41 en tenien cinc o més. 55 habitatges disposaven pel capbaix d'una plaça de pàrquing. A 20 habitatges hi havia un automòbil i a 40 n'hi havia dos o més.

### Piràmide de població
La piràmide de població per edats i sexe el 2009 era:
| Homes | Edats   | Dones |
| ----- | ------- | ----- |
| 0     | 95 o +  | 0     |
| 0     | 90 a 94 | 4     |
| 0     | 85 a 89 | 0     |
| 0     | 80 a 84 | 0     |
| 8     | 75 a 79 | 4     |
| 4     | 70 a 74 | 0     |
| 8     | 65 a 69 | 8     |
| 0     | 60 a 64 | 0     |
| 0     | 55 a 59 | 0     |
| 8     | 50 a 54 | 8     |
| 4     | 45 a 49 | 4     |
| 4     | 40 a 44 | 8     |
| 4     | 35 a 39 | 4     |
| 4     | 30 a 34 | 0     |
| 0     | 25 a 29 | 0     |
| 8     | 20 a 24 | 4     |
| 0     | 15 a 19 | 4     |
| 0     | 10 a 14 | 4     |
| 4     | 5 a 9   | 0     |
| 4     | 0 a 4   | 4     |

## Economia
El 2007 la població en edat de treballar era de 109 persones, 88 eren actives i 21 eren inactives. De les 88 persones actives 85 estaven ocupades (46 homes i 39 dones) i 4 estaven aturades (4 dones i 4 dones). De les 21 persones inactives 9 estaven jubilades, 6 estaven estudiant i 6 estaven classificades com a «altres inactius».

### Ingressos
El 2009 a Quenoche hi havia 73 unitats fiscals que integraven 197 persones, la mediana anual d'ingressos fiscals per persona era de 18.555 €.

### Activitats econòmiques
Dels 4 establiments que hi havia el 2007, 1 era d'una empresa de construcció, 2 d'empreses de comerç i reparació d'automòbils i 1 d'una empresa d'hostatgeria i restauració.
Dels 2 establiments de servei als particulars que hi havia el 2009, 1 era un taller de reparació d'automòbils i de material agrícola i 1 restaurant.
L'únic establiment comercial que hi havia el 2009 era una botiga d'electrodomèstics.

## Poblacions més properes
El següent diagrama mostra les poblacions més properes.